# Таракановский сельсовет (Московская область)
Тарака́новский сельсове́т — упразднённая административно-территориальная единица, существовавшая на территории Московской губернии и Московской области до 1976 года.
Тарака́новский сельсовет был образован в первые годы советской власти. По данным 1923 года он входил в составе Соголевской волости Клинского уезда Московской губернии.
По данным 1926 года сельсовет включал сёла Тарака́ново, Яркино, деревни Бородино́, Починки, Сугини, Фоми́нское, совхоз «Дубровки», мельницу Тараканово, хутора Тараканово, Буравцева, Смирнов.
В 1929 году Тарака́новский с/с был отнесён к Солнечногорскому району Московского округа Московской области.
7 декабря 1957 года Солнечногорский район был упразднён и Тарака́новский с/с вошёл в Химкинский район.
28 июля 1960 года Химкинский район был упразднён, а Тарака́новский с/с передан в воссозданный Солнечногорский район.
26 декабря 1962 года Солнечногорский район был переименован в Солнечногорский сельский, в состав которого вошёл Тарака́новский с/с. 
21 ноября 1964 года Солнечногорский сельский район был переименован в Солнечногорский, в состав которого вошёл Тарака́новский с/с.
28 ноября 1967 года из Вертлинского с/с в Тарака́новский были переданы селения Бедово, Воробьёво, Мерзлово, Носово, Новый Стан и посёлок ГЭС.
2 декабря 1972 года к Тарака́новскому с/с был присоединён Елизаровский с/с (селения Вельево, Заовражье, Захарьино, Зеленино, Мостки́, Рыгино, Тимоново и Федино).
2 декабря 1976 года Тарака́новский с/с был упразднён, а его территория передана в Вертлинский с/с (селения Бедово, Бородино́, Вельево, Воробьёво, Заовражье, Захарьино, Зеленино, Мерзлово, Мостки, Новый Стан, Носово, Починки, Рыгино, Тарака́ново, Тимоново, Федино, Фоми́нское и Яркино, посёлок ГЭС).